# Samsung Galaxy S Duos
Samsung Galaxy S Duos, còn được gọi là GT-S7562, là một điện thoại thông minh hai SIM, được thiết kế và tiếp thị bởi Samsung Electronics. Ngược với các điện thoại Samsung hai SIM khác, thiết bị này là một phàn của dòng "S" cao cấp, đó là lý do nó được thiếp thị như là một phần của dòng "Galaxy S".
Thiết bị được cài sẵn Android 4.0.4 Ice Cream Sandwich, cùng với giao diện Touchwiz của Samsung.
Không giống như các điện thoại tầm trung hai SIM của Samsung, Galaxy S Duos hoạt động trên cả hai SIM toàn thời gian nên nó có thể nhận cuộc gọi trên bất cứ SIM nào ngay cả khi cuộc gọi đang đổ chuông. Tùy chọn này giúp nó có thể nhận 2 cuộc gọi đồng thời, nhưng điều này đòi hỏi phải thiết lập tính năng "đổi hướng khi bận" trên mỗi số và tùy thuộc vào nhà mạng cũng như sẽ tốn thêm phí. Một hạn chế của Galaxy S Duos là chỉ có một SIM hoạt động được trên UMTS (và do vậy cũng chỉ dữ liệu) tại một thời điểm, do đó nó có thể không phù hợp để kết hợp một số mạng.